# Norges Naturvernforbund
Norges Naturvernforbund ou simplement Naturvernforbund (littéralement association de protection de la nature) est une association à but non lucratif norvégienne agissant dans le domaine de la conservation de la nature. Il s'agit de la plus ancienne association de protection de la nature du pays, fondée en 1914, et c'est aussi la plus importante avec 35 000 membres. Elle est impliquée dans des actions nationales mais aussi internationales.